# Langues mangbutu
Les langues mangbutu, aussi appelées langues mangbutu-lese ou mangbutu-efe, sont un groupe de langues soudaniques centrales parlées en République démocratique du Congo et en Ouganda.

## Langues
- le mangbutu
- le mvuba
- le ndo
- le mamvu
- le lese
- le bendi

## Lexique
Le tableau présente son lexique selon Bokula et Irumu (1994):
| num | français               | lɛ́sɛ                   | mámvú               | mangbutú            | membí               |
| --- | ---------------------- | ---------------------- | ------------------- | ------------------- | ------------------- |
| 1   | bouche                 | utí                    | tí                  | utí                 | utu                 |
| 2   | œil                    | uwɛ́kéki                | oékésí              | owékékí             | lufó                |
| 3   | tête                   | úzu                    | udukúrú             | údru                | drúkó               |
| 4   | poil                   | kaɗí                   | kaɗe                | kaɗí                | kaɗú                |
| 5   | dent                   | usɛ́                    | usɛ́                 | usɛ́                 | isí                 |
| 6   | langue                 | kezó                   | kadrú               | kedrú               | kadra               |
| 7   | nez                    | tɔngí                  | tɔnjé               | tongi               | tombe               |
| 8   | oreille                | ubí                    | ubí                 | ubí                 | ibí                 |
| 9   | cou                    | kambá                  | kambá               | kambá               | kembe               |
| 10  | sein (organe)          | uvó                    | uvó                 | uvɔ́                 | izi                 |
| 11  | main (bras)            | aɗí                    | aɗí                 | aɗé                 | tílé                |
| 12  | griffe, ongle          | aɗikɛ́kɛ́ (doigt)        | eɗikoɓó             | kɛkɛ                | sí                  |
| 13  | fesse, derrière        | kaló (kalómba = jambe) | kwoló               | kalo                | ufú                 |
| 14  | pied (jambe)           | uta                    | otá                 | utá                 | ledu                |
| 15  | ventre                 | ɓukekékí, kɛkpɛ́        | kɛ́kɛ                | kɛkɛ́                | kɛ́sú                |
| 16  | nombril                | kosa                   | kásá                | kósa                | kutɔ                |
| 17  | intestins              | bulukekida             | kɛmvo               | kɛ́kpɛ́da             | kɛsudɛ              |
| 18  | sang                   | kato                   | koto                | koto                | kus                 |
| 19  | urine                  | tɛzú                   | tedrú               | tedrú               | tredrú              |
| 20  | os                     | úkpí                   | éwo                 | ikpi                | usu                 |
| 21  | peau                   | íngbá                  | engbá               | i̹ngbá               | umbé                |
| 22  | aile                   | adí                    | kóv̱ɛ́                | kɔ̱v̱ɛ                | tofu                |
| 23  | plume                  | izi                    | kaɗí                | kaɗí                | kaɗú                |
| 24  | corne                  | kajó                   | kazú                | kazú                | koyi                |
| 25  | queue                  | tazá                   | tazá                | tazá                | taví                |
| 26  | homme (personne)       | ámudɔ                  | mudɔ                | áv̱í                 | ɛlembu / ɓɛ́lembu    |
| 27  | homme (male)           | ákpi                   | aú                  | áv̱iakpi             | ésû / esú           |
| 28  | femme (femelle)        | ndɔlé                  | dolé                | ndɔlɛ               | índí                |
| 29  | mari                   | tiɓý                   | móteɓó              | áko                 | ésu                 |
| 30  | enfant                 | mangú                  | ungú                | mángú               | unzú / andá         |
| 31  | nom                    | aɓɛ́                    | aɓé                 | aɓé                 | kɛ́bɛ́                |
| 32  | ciel                   | kalu                   | kwɔrɔbwóɓó          | karu                | reru                |
| 33  | nuit                   | ɓoku                   | tíní                | tíní                | fune                |
| 34  | lune                   | timbá                  | tembá               | timbá               | timba               |
| 35  | soleil                 | oyí                    | hɔ́í                 | oyí                 | úto                 |
| 36  | vent (en général)      | tabe                   | mobé                | mabé                | opu                 |
| 37  | nuage                  | tiɓóda                 | kwɔ́rɔ wóɓó          | trútrú              | trútrú (brouillard) |
| 38  | rosée                  | tɛ́nza                  | tɛ́ndrɔ              | tɛ́ndru              | trendú              |
| 39  | pluie                  | tiɓó                   | tiɓó                | tiɓɔ́                | usá                 |
| 40  | terre                  | kɛ́nɛ́                   | kɛ́ɲɛ́                | kɛ́nɛ́                | ubu                 |
| 41  | sable                  | kézéléú                |                     |                     | síná                |
| 42  | chemin, sentier        | uvú                    | dríbu               | obó                 | iti                 |
| 43  | eau                    | úwe                    | huwe                | uwɛ                 | uwo                 |
| 44  | cours d’eau            | úwengbóú               | huwebadríngô        | uwɛngí (petit)      | ɔ́wú                 |
| 45  | maison, habitation     | ayí                    | oyá                 | aétu                | uɓá                 |
| 46  | feu                    | akɔ                    | ugúsé               | akɔ                 | késí                |
| 47  | bois (à brûler)        | akɔtí                  | ogú                 | ákotí               | uka                 |
| 48  | fumée                  | tɛnú                   | tɛ́nó                | tɛnó                | kanó                |
| 49  | cendre                 | tɛ́du                   | tɛ́du                | tɛ́du                | túyi                |
| 50  | couteau                | ákpa                   | ɔ́gá                 | ɔ́lí                 | ɛlí                 |
| 51  | corde                  | umvú                   | umvú                | komvó               | umvu                |
| 52  | lance                  | tibe                   | tibe                | tibe                | eyí                 |
| 53  | guerre                 | undé                   | úndé                | undé                | kévi                |
| 54  | viande (animal)        | kɔɗé                   | órá                 | urá                 | uga                 |
| 55  | chien                  | iɓú                    | eɓó                 | eɓó                 | iɓí                 |
| 56  | éléphant               | úkú                    | ókó                 | ókó                 | usí                 |
| 57  | chèvre                 | mɛ́mɛ́                   | mɛ́mɛ́                | mɛ́mɛ́                | menzi               |
| 58  | oiseau                 | kosá                   | kɛri                | kárí                | kari                |
| 59  | tortue                 | abátoki                | tóaí                | ambámú              | kundéku             |
| 60  | serpent                | úsa                    | owa                 | owa                 | uni                 |
| 61  | poisson                | títí                   | kɛ́ɓɛ́                | keɓí                | keyi                |
| 62  | pou (de tête)          | tɔtá                   | tátá                | tɔtá                | kalamandú           |
| 63  | œuf                    | íɓú                    | ɓó                  | ɓó                  | kéle                |
| 64  | arbre                  | ukpá                   | mbelé               | okpá                | kogú                |
| 65  | écorce (ligneuse)      | ingbá                  | kwɔɓó               | okpáengbá           | kɔwɔ́                |
| 66  | feuille (végétale)     | íbí                    | íbí                 | ubí                 | kogubí              |
| 67  | racine (d’arbre)       | itá                    | ítákúdu             | étá                 | linzá               |
| 68  | sel                    | iɗí                    | iɗí                 | iɗí                 | ukú                 |
| 69  | graisse                | ɛɓá                    | óráɓa (úɗu = huile) | eɓá                 | moɓu                |
| 70  | faim                   | tabírí                 | kole                | kuli                | kuli                |
| 71  | fer, métal             | ogá                    |                     | zangu               | aya                 |
| 72  | un (numéral)           | aɗi                    | leɗí                | eɗí                 | lébu                |
| 73  | deux                   | ezúwé                  | drwɛ́                | edrwe               | iria                |
| 74  | trois                  | ezíná                  | drímu               | edrína              | musa                |
| 75  | quatre                 | ezító                  | dríto               | edríto              | úto                 |
| 76  | cinq                   | ezímbo                 | drímbó              | edrímbo             | úmu                 |
| 77  | six                    | ejína                  | maja                | edrímbo émbá eɗí    | kázá                |
| 78  | sept                   |                        | laronjí             | edrímbo émbá edrwe  | ébíríyó             |
| 79  | huit                   |                        | drédretɔ            | edrímbo émbá edrina | ábora               |
| 80  | neuf                   |                        | eɗí kékéleɗí        | edrímbo émbá edrito | ábowɛ́               |
| 81  | dix                    | aɗíɗí                  | mene                | mene                | ápârê               |
| 82  | venir                  | elé                    | eré                 | eré                 | esú                 |
| 83  | envoyer                | tíbu                   | oró                 | ɔmvɔ́                | itetú               |
| 84  | marcher                | áki                    | asé                 | aki                 | oɓú                 |
| 85  | tomber                 | oɗa                    | oɗá                 | ɔɗá                 | asi                 |
| 86  | partir                 | oló                    | oró                 | oró                 | osu                 |
| 87  | voler (oiseau)         | ílanjé                 | lambero             | lande (=sauter)     |                     |
| 88  | verser                 | úzí                    | tóba                | tungí               | ituka               |
| 89  | frapper                | láma                   | omá                 | lamá                | umá                 |
| 90  | mordre                 | uɓɛ́                    | okó                 | takó                | oka                 |
| 91  | laver                  | azú                    | ájo                 | azó                 | oba                 |
| 92  | fendre                 | áta                    | ata                 | áta                 | ota                 |
| 93  | donner                 | edé                    | usi                 | édí                 | oko                 |
| 94  | voler (dérober)        | kogá                   | kwága               | kɔgá                | ugbé                |
| 95  | presser (pour sortir)  | tázu                   | ládru               | ladrú               | azá                 |
| 96  | cultiver               | ôná                    | oná                 | oná                 | owo                 |
| 97  | enterrer               | ôná                    | oróá                | oná                 | oɓa                 |
| 98  | brûler                 | igbí                   | unji                | ígbi                | ówú                 |
| 99  | manger                 | anú                    | unú                 | ano                 | onó                 |
| 100 | boire                  | umvú                   | umvú                | amvo                | itewu               |
| 101 | vomir                  | tɔɗí                   | tódi                | tɔɗí                | itinzá              |
| 102 | sucer                  | unzí                   | uvônji              | étambá              | itónzú              |
| 103 | cracher                | ílíbá títíwa           | tríɓu               | túɓú                | oɓu                 |
| 104 | souffler (avec bouche) | túwɛ́                   | áye                 | túwé                | itavú               |
| 105 | enfler                 | ítóí                   | údu (tr.)           | ítanú               | ovi                 |
| 106 | engendrer              | ozí                    | údri                | odri                | ɔdro                |
| 107 | mourir                 | ɔ́ndɛ                   | kóndé               | ondɛ                | ondi                |
| 108 | tuer                   | afú                    | kɔ́fɔ́                | afú                 | ofu                 |
| 109 | pousser                | lazú                   | láyo                | íju                 | ititu               |
| 110 | tirer                  | atɛ́                    | índi                | étaɗo               | itegbɔ              |
| 111 | chanter                | amvú                   | táa                 | ɔɓɛ́                 | ode                 |
| 112 | jouer                  | ɛmú                    | láko                | emó                 |                     |
| 113 | avoir peur             | ɔ́kpa                   | ɔv̱ɛ́                 | ɔkpa                | eru                 |
| 114 | vouloir                | ɔ́sa                    | osa                 | osa                 | ile                 |
| 115 | dire                   | téni                   | tálú                | talú                | owu                 |
| 116 | voir                   | utɔ́                    | otó                 | ɔtɔ́                 | nidé                |
| 117 | montrer                | tádú                   | táɗu                | táɗu                | ítina               |
| 118 | entendre               | úngí                   | unjí                | ongé                | ení                 |
| 119 | savoir                 | ɛnda                   | yendamá             | ɛndá                | oto                 |
| 120 | compter                | ôɓi                    | óɗu                 | óɓé                 | ola                 |